# Долно Неволяни
 Тази статия е за селото в дем Суровичево.  За другото село Неволяни (днес Скопия) в дем Лерин вижте Горно Неволяни.  
Долно Нево̀ляни (на гръцки: Βαλτόνερα, Валт̀онера или Βαλτόνερο, Валтонеро, в превод Блатни води или Блатна вода, до 1928 година Κάτω Νεβόλιανη, Като Неволяни) е село в Република Гърция, в дем Суровичево (Аминдео), област Западна Македония.

## География
Селото е разположено в северната част на котловината Саръгьол на 46 километра южно от град Лерин (Флорина) и на 6 километра югоизточно от Айтос в близост до източния бряг на езерото Зазерци (Зазари).

## История

### В Османската империя
В XIX век Долно Неволяни е малко мюсюлманско село. Селото е наричано Долно Неволяни, за да се различава от другото леринско село Неволяни – наричано Горно Неволяни (днес Скопия).
В 1889 година Стефан Веркович пише за Неволяни:
| „ | Село Николян с 50 мохамедански и 10 християнски къщи. Данъкът на мохамеданите е 7250 пиастри, а на християните - 1010 пиастри и отделно инание-аскерие 630 пиастри. Жителите му се занимават със земеделие и скотовъдство. | “ |

Според статистиката на Васил Кънчов („Македония. Етнография и статистика“) в 1900 година Неволяни има 150 жители турци и 150 жители цигани.
На Етнографската карта на Битолския вилает на Картографския институт в София от 1901 година Долно Неволяни е смесено село българи, власи, албанци и турци в Леринската каза на Битолския санджак със 76 къщи.

### В Гърция
По време на Балканската война в селото влизат гръцки части, а след Междусъюзническата Долно Неволяни попада в Гърция. Боривое Милоевич пише в 1921 година („Южна Македония“), че Неволян (Невољан) има 10 къщи славяни християни и 10 къщи турци. След разгрома на Гърция в Гръцко турската война в 1922 година мюсюлманското население напуска Неволяни и на негово място са заселени понтийски гърци, бежанци от Турция и власи от Епир. В 1928 година селото е чисто бежанско с 54 бежански семейства и 168 души. В същата 1928 година селото е преименувано на Валтонера.
Според изследване от 1993 година селото е смесено „бежанско-славофонско-влашко“, като понтийският език в него е запазен на средно ниво. До 2011 година Долно Неволяни е част от дем Айтос.
Селото има силогос „Проодос“ (Прогрес) и футболен отбор „Тиела“ (Буря). Църквата в селото е посветена на Св. св. Константин и Елена и съборът е на техния празник - 21 май. Камбаната на църквата е донесена от бежанците от Понт.
| Име          | Име            | Ново име         | Ново име              | Описание |
| ------------ | -------------- | ---------------- | --------------------- | -------- |
| Даква Радина | Ντάκβαρα Ντίνα | Валтос           | Βάλτος                |          |
| Янкова Бара  | Γιάνγκου Μπάρα | Та хорафа ту Яни | Τά χωράφια τού Γιάννη |          |

### Преброявания
- 1913 – 204 жители
- 1920 – 171 жители
- 1928 – 219 жители
- 1940 – 384 жители
- 1951 – 353 жители
- 1961 – 365 жители
- 1971 – 319 жители
- 1981 – 358 жители
- 1991 – 357 жители
- 2001 – 312 жители
- 2011 – 232 жители